# Sminthopsis crassicaudata
Espèce
Statut de conservation UICN

 LC  : Préoccupation mineure
Statut CITES
Le dunnart à pieds étroits (Sminthopsis crassicaudata) est une espèce de souris marsupiale vivant en Australie.
C'est l'un des rares marsupiaux à posséder, comme les primates, une vision trichromatique.

## Distribution

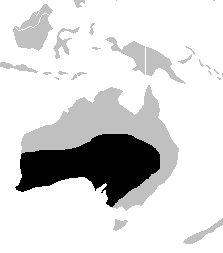
Carte de répartition de Sminthopsis longicaudata

Cette espèce se rencontre en Australie, dans une large moitié sud à l'exception de la côte est.

## Galerie

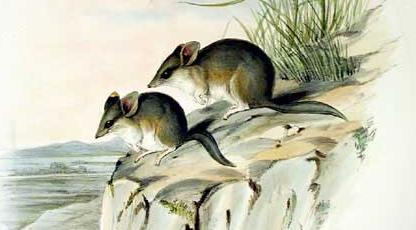